# Neoceratodus forsteri
Il barramunda (Neoceratodus forsteri Krefft, 1870) è un pesce polmonato unico membro del genere Neoceratodus e della famiglia Neoceratodontidae, endemico di una ristretta zona del Queensland (Australia).

## Distribuzione e habitat
N. forsteri è endemico di due fiumi del Queensland meridionale (nordest dell'Australia): il Burnett e il Mary. È stato introdotto con successo in altri corsi d'acqua del Queensland meridionale. Vive nelle buche più profonde dei fiumi, con acque ferme o quasi e fondali da fangosi a ghiaiosi.

## Descrizione
Questo pesce ha un aspetto diverso dagli altri Dipnoi attualmente viventi che hanno corpo anguilliforme, scaglie piccole e pinne pari filiformi. N. forsteri ha corpo allungato ma massiccio con testa conica appiattita frontalmente ed occhi e bocca piccoli. La pinna dorsale, la pinna caudale e la pinna anale sono unite. La pinna dorsale ha origine a metà del dorso. Le pinne pari sono pinne lobate e carnose, inserite in posizione ventrale; le pinne pettorali sono subito sotto la testa, le pinne ventrali sono invece inserite molto indietro. Le scaglie sono grandi e rigide. La taglia massima è di 170 cm per 40 kg di peso; la misura comune è di circa un metro.

## Biologia
È un animale piuttosto pigro, con abitudini notturne. Essendo dotato di un polmone funzionante è in grado di respirare aria atmosferica come ausilio alla respirazione branchiale. Al contrario degli altri Dipnoi attuali non è però in grado di vivere fuor d'acqua e la respirazione polmonare è solamente ausiliaria a quella branchiale. Può vivere più di 65 anni. Il più vecchio esemplare conosciuto in acquario ha circa 90 anni, ed è ospitato dal 1938 nello Steinhart Aquarium di San Francisco.

## Alimentazione
Individua le prede nel sedimento grazie agli elettrorecettori di cui è dotato. Si ciba di pesci, chiocciole, rane, girini, gamberetti, lombrichi, materiale vegetale e frutti.

## Conservazione
La IUCN classifica questa specie come "in pericolo". È inserito nella tabella II della CITES ed è dunque proibito il commercio di questa specie. È inoltre tutelato dalla legge australiana.

## Evoluzione
Si tratta di un cosiddetto "fossile vivente", l'analisi di reperti fossili dimostra che il suo aspetto non è praticamente cambiato da almeno 380 milioni di anni. Il genere fossile più affine è Ceratodus.